# Forjado isotérmico
El forjado isotérmico es una categoría especial dentro de los procesos de forja en la cual la temperatura de los troqueles es significativamente superior a la utilizada en procesos de forja convencional.
Concretamente, la temperatura de los troqueles es la misma que la de las piezas a forjar. Este proceso permite utilizar tiempos extremadamente lentos de deformación, lo que a su vez produce piezas limpias y uniformes, en las cuales casi no es necesario un proceso posterior de mecanizado, quedando listas para su uso en muchos casos.

## Ventajas
El principal criterio para seleccionar este proceso de conformado es la ventaja económica que ofrece debido a la reducción de entrada de material y/o la reducción del mecanizado posterior.
Por eso es usado principalmente en aleaciones caras y difíciles de mecanizar como aleaciones de titanio o de base níquel.
Las principales ventajas son las siguientes:
- Reducción del coste de material. Debido a una utilización significativamente inferior de material por pieza.
- Reducción del mecanizado posterior. Debido a la gran precisión en la obtención de las formas geométricas deseadas así como de las tolerancias permitidas de cada pieza.
- Uniformidad del producto resultante. Con este proceso se obtienen unas piezas con propiedades mecánicas uniformes debido a las pocas o inexistentes gradientes térmicas resultantes durante el proceso de forjado a lo largo de la pieza, propias de los otros procesos de forjado.
- Forjabilidad. Este punto es especialmente importante debido a que con este método de forjado se pueden forjar ciertos materiales que no podrían forjarse con otros métodos. Un ejemplo de dichos materiales sería la aleación Alloy 100 que produce múltiples roturas en la pieza usando métodos convencionales de forja.

## Descripción del proceso
En los procesos convencionales de forja, los troqueles se calientan de 95 °C a 205 °C en las operaciones de martilleado y de 95 °C a 425 °C en las operaciones de prensado.
Estas temperaturas son significativamente inferiores a los 760 °C a 980 °C utilizadas en aleaciones de titanio y los 980 °C a 1205 °C utilizadas para las piezas de aleación de base níquel y aceros.
Estas operaciones de forjado convencional son ejecutadas a altas velocidades, generando altas tensiones. Por lo que el forjado de estas aleaciones con métodos convencionales está caracterizado por altas cargas de forjado, múltiples operaciones de forjado y algunas veces roturas de material. Estos procesos convencionales con troqueles fríos producen un gradiente de temperaturas que van desde la superficie al centro de la pieza, causando una variación de la microestructura, siendo diferente la del centro a la de la superficie.
Cuando esta variación no es aceptable por las características o uso de la pieza a fabricar, el forjado isotérmico ofrece una solución a dicho problema forjando la pieza con una temperatura mucho más uniforme que da como resultado final una pieza con una variación de la microestructura mínima. En este tipo de forja esto es posible aumentando la temperatura del troquel hasta que esté a la misma que la de la pieza a forjar. Dicha temperatura se genera y mantiene gracias a un continuo flujo de calor generado por un sistema de inducción y en algunos casos también por un sistema de calefacción por gas e infrarrojos, aunque este último se utiliza más en otro tipo de forja parecida llamada forjado en caliente en la cual el troquel no se llega a calentar tanto como la pieza a tratar.
La potencia eléctrica necesaria para la inducción es controlada por termopares introducidos en los troqueles.

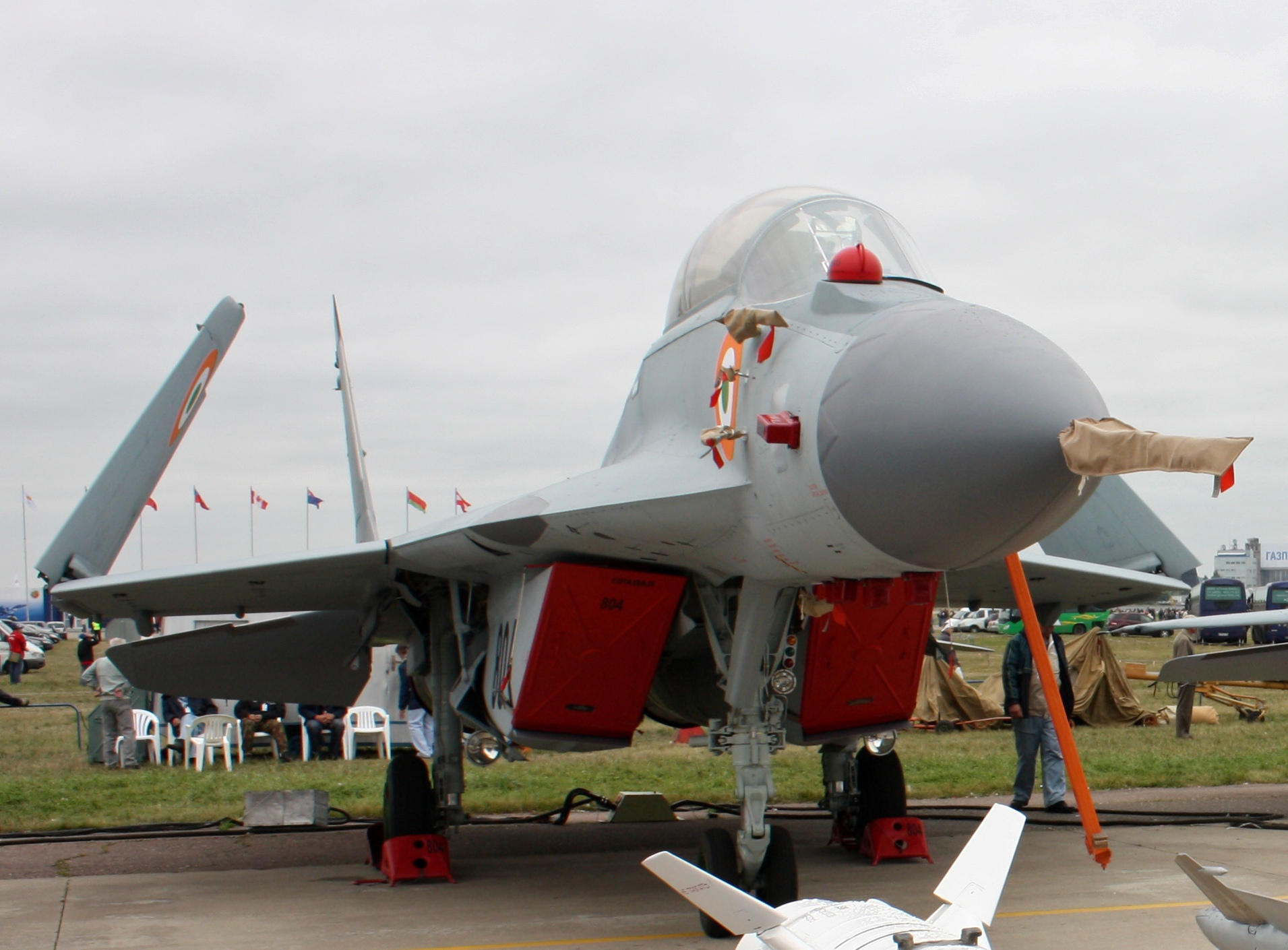
Este moderno y caro avión a reacción es un claro ejemplo de la importancia de este proceso de fabricación en el campo aeronáutico ya que sus partes más críticas y vitales como su estructura y muchos componentes de sus motores han sido forjados utilizando el forjado isotérmico.

Las partes principales de una potente turbina de un avión a reacción son forjadas de forma isotérmica debido al uso de caros materiales como lo son algunas aleaciones descritas en este artículo y por las propiedades mecánicas y térmicas necesarias en dichas piezas para soportar el intenso trabajo al que son sometidas.

## Aleaciones forjadas y aplicaciones en la indústria
Las aleaciones forjadas que se utilizan en este proceso son: aleaciones de titanio como Ti-6Al-4v, Ti-6Al-2Sn-4Zr-2Mo y Ti-10V-2Fe-Al, superaleciones como Alloy 100, Alloy 95, Alloy 718 y Waspaloy. 
En el caso de las aleaciones de titanio, el forjado se realiza a una temperatura de 760 °C a 815 °C, mientras que en las superaleaciones como la Alloy 100, el rango de temperaturas es mucho más pequeño.
Algunas piezas que usualmente se forjan con este proceso son: componentes estructurales aeronáuticos, piezas de turbinas y otros componentes aeronáuticos y de motores. También se utiliza en la producción de piezas mecánicas de acero más simples y económicas como lo son algunas partes de la transmisión y del motor de un automóvil, debido al incremento de la productividad en la cadena de producción al reducir los tiempos de fabricación de las piezas y a la reducción del uso de maquinaria de mecanizado.

## Diseño y control del proceso
Los parámetros de forjado como la temperatura de forjado, la ratio de deformación, presión de forjado, microestructura de la preforma y el tiempo empleado son muy importantes para decidir el grado de la calidad dimensional y la microestructura resultante de la pieza después del forjado.
Los principales factores a tener en cuenta en el diseño del proceso son los siguientes:
- La correcta selección de la temperatura del troquel es uno de los factores más críticos en el proceso de diseño del forjado isotérmico para una pieza determinada. Ya que cada material empleado utiliza un rango determinado de temperaturas según las características o uso de la pieza.

Una variación de la temperatura de 955° a 730 °C puede provocar un incremento del doble en la presión del proceso de forjado, creando en la pieza unas tensiones mayores e indeseadas.
- La lubricación también juega un papel importante debido a la precisión de los forjados, la existencia de superficies limpias y las altas temperaturas de interfaz.

Para temperaturas del troquel de 650 °C, se utilizan lubricantes de grafito pero para temperaturas más elevadas se utilizan fritas de vidrio con aditivos apropiados o recubrimientos de nitruro de boro.
- Otro factor decisivo en el proceso de diseño es el diseño de la preforma. En muchos casos se empieza con un forjado convencional del bloque geométrico inicial creando una geometría básica de la pieza y se finaliza con un forjado isotérmico, obteniendo ya la geometría final de la pieza.

En el forjado isotérmico de aleaciones superplásticas es posible trabajar directamente con la geometría final de la pieza, consiguiendo así una pieza acabada con solo un proceso de forjado, lo que produce una gran reducción de costes de producción.
En el diseño de preformas se debe tener muy en cuenta la cantidad de deformación necesaria durante las sucesivas operaciones de forjado, para obtener las propiedades mecánicas deseadas en la pieza final.

## Troqueles del forjado isotérmico
Los troqueles utilizados en el forjado isotérmico se caracterizan por estar hechos de materiales diferentes a los convencionales debido a que deben mantener una precisión geométrica mientras resisten altas temperaturas de trabajo.
Para ello se utilizan las caras aleaciones de base níquel como la Alloy 100, B-1900, MAR-M-247, Astroloy, Alloy 718 y NX-188. También se usan aleaciones de molibdeno como TZM (titanium zirconium-modified molybdenum).
De todos los materiales usados el TZM es el más empleado en el forjado isotérmico de aleaciones de base níquel. Mientras que la aleación Alloy 100 y la Astroloy son más utilizadas para las aleaciones de titanio.
Cuando se utilizan troqueles de TZM, es necesario un control especial de la atmósfera de trabajo, que consiste en un control por gases o por vacío. Esto se hace porque las aleaciones de molibdeno tienden a oxidarse de forma muy grave a temperaturas superiores a 425 °C. En estos casos se utiliza un equipamiento especial en el proceso de forjado isotérmico para conseguir ese efecto en el control de la atmósfera de trabajo.

## Costes y selección del forjado idóneo para cada pieza/material
El coste inicial de estos procesos es alto porque entre otras cosas, los materiales de los troqueles son muy caros, llegando en el caso del TZM o Alloy 100 a ser 10 veces superiores al precio de los otros materiales para troqueles utilizados. También es cierto que para determinados materiales el ahorro producido en la utilización de este forjado es muy superior en comparación a la utilización de métodos convencionales, aparte de que  algunos materiales o piezas no pueden utilizarse en dichos métodos de forja convencionales.
Además la inexistente necesidad de un mecanizado posterior en muchos tipos de materiales forjados con este sistema, hacen que sea muy interesante al rebajar sustancialmente los costes de producción en una línea de fabricación.
Finalmente para determinar la elección entre forjado isotérmico y otros forjados convencionales hay que considerar estos factores:
- Cantidad total de piezas a fabricar.
- Geometría y complejidad de la pieza.
- Temperatura de forjado y temperatura de troquel.
- Ahorro de materiales y mecanizado posterior.
- Tamaño de los troqueles y tiempo de vida útil de los mismos.
- Coste de mantenimiento de herramientas para producir las tolerancias deseadas.